# CCTV-5
CCTV-5 – telewizyjny sportowy kanał tematyczny chińskiej telewizji publicznej China Central Television. W czasie Letnich Igrzysk Olimpijskich w 2008 funkcjonował pod nazwą CCTV-Olympic.
Nadaje 24 godziny na dobę, przez 7 dni w tygodniu.